# Shut Up (singolo LaFee)
Shut Up è la versione inglese di Heul doch, una canzone della cantante tedesca LaFee. È stato l'unico singolo estratto dal terzo album in studio dell'artista, l'omonimo Shut Up. Venne pubblicata il 23 maggio del 2008 in tutta Europa. Il 30 maggio dello stesso anno ci fu la première del video.

## Tracce
1. "Shut Up" (versione album) - 4:04
2. "Shut Up" (versione singolo)- 3:36
3. "Shut Up" (versione strumentale) - 4:04